# Viola calcicola
Viola calcicola är en violväxtart som beskrevs av R.A.Mccauley och H.E.Ballard. Viola calcicola ingår i släktet violer, och familjen violväxter. Inga underarter finns listade i Catalogue of Life.